# Ilmried
Ilmried ist ein Gemeindeteil der Gemeinde Ilmmünster im oberbayerischen Landkreis Pfaffenhofen an der Ilm. Bis 1971 war er Sitz der gleichnamigen Gemeinde.

## Geographie
Das Kirchdorf Ilmried liegt 1,5 Kilometer südwestlich des Kernorts Ilmmünster und ebenfalls westlich der Bundesstraße 13.

## Geschichte
Die römisch-katholische Filialkirche St. Peter und Paul ist im Kern mittelalterlich. Die 1818 mit dem Zweiten bayerischen Gemeindeedikt begründete Ruralgemeinde (ab 1835: Landgemeinde) Ilmried wurde am 1. April 1971 im Zuge der Gebietsreform in Bayern in die Gemeinde Ilmmünster eingemeindet.